# Ben Berend
Pour les articles homonymes, voir Berend.
Ben Berend, né le 29 juin 1995 à Steamboat Springs, est un coureur du combiné nordique américain. 

## Biographie
Ben Berend est sélectionné en équipe nationale pour la première fois sur le Grand Prix d'été 2012, puis participe aux Championnats du monde junior en 2013, 2014 et 2015, année ou il prend part à sa première course de Coupe du monde et aux Championnats du monde à Falun. En 2015-2016, il obtient deux top dix en combiné nordique à Soldier Hollow, ses premiers à ce niveau.
Qualifié de dernière minute, les États-Unis obtenant un quota supplémentaire, il participe aux Jeux olympiques d'hiver de 2018, où il finit 39e sur le grand tremplin en individuel et dixième par équipes. Berend venait de marquer ses premiers points dans la Coupe du monde avec une 23e place à Hakuba.
Cependant, il a perdu la motivation et décide de mettre sa carrière en pause pour faire des études de journalisme. Il skie seulement désormais pour l'Université du Nouveau-Mexique.

## Palmarès

### Jeux olympiques d'hiver
| Épreuve / Édition   | Individuel     | Individuel     | Par équipes Grand tremplin |
| Épreuve / Édition   | Petit tremplin | Grand tremplin | Par équipes Grand tremplin |
| JO 2018 Pyeongchang | -              | 39e            | 10e                        |

### Championnats du monde
| Épreuve / Édition   | Individuel     | Individuel     | Par équipes           | Par équipes           |
| Épreuve / Édition   | Petit tremplin | Grand tremplin | Grand tremplin Sprint | Petit tremplin Relais |
| Mondiaux 2015 Falun | 45e            | -              | -                     | -                     |
| Mondiaux 2017 Lahti | 41e            | 40e            | -                     | 8e                    |

### Coupe du monde
- Meilleur classement général : 62e en 2018.
- Meilleur résultat individuel : 23e.

#### Classements en Coupe du monde
| Année     | Classement général final |
| 2017-2018 | 62e                      |